# Lego Indiana Jones: The Original Adventures
Lego Indiana Jones: The Original Adventures је акционо-авантуристичка видео игрица са Лего тематиком коју је развио Traveller's Tales и објавио LucasArts. Игра омогућава играчима да поново створе тренутке (иако више хумористично) из прва три филма о Индијана Џоунс : Отимачи изгубљеног ковчега (1981), Индијана Џоунс и уклети храм (1984) и Индијана Џоунс и последњи крсташки поход (1989) . Поседује исти режим кооперативног уласка/изласка који се види у видео игрицама Lego Star Wars, иако је ограничен на игру на локалној конзоли. Игра је објављена 3. јуна 2008. у Сједињеним Државама и Канади и 6. јуна 2008. у Европи. Демо за Виндовс који се може преузети је био доступан 13. маја 2008. Ова игра је заснована на линији играчака Lego Indiana Jones. Верзија игре за Mac OS X је објављена 4. децембра 2008. од стране Feral Interactive-а.
Као што је представљено у Lego Star Wars: The Complete Saga, нови потези укључују држање за гране током скока помоћу Индијаниног бича. Као промоцију, Lego Star Wars: The Complete Saga приказује Индијану Џонса као лика који се може откључати. 
Игра често прати догађаје у филмовима, међутим, као и серијал Lego Star Wars, неке сцене из филма су измењене да би омогућиле сарадњу (Сатипо не умире да би режим за више играча могао да реагује сцену балвана), постале су погодније за породицу, или једноставно пружа комично олакшање играчу.

## Играње
Игра прати приче из оригиналних, прва три филма о Индијани Џонсу: Отимачи изгубљеног ковчега, Уклети храм и Последњи крсташки поход . Међутим, програмери игре су поделили причу из филмова у шест поглавља, свако у игри, са причом и слободним режимом као у традиционалном Лего игри. Прво се мора одиграти режим приче, ограничавајући играчу да користи унапред изабране ликове, из стварних сцена у филму, у игри, са опцијом да користи било који други (откључани) лик током режима бесплатне игре. Ови ликови се затим могу користити за интеракцију са окружењем што други ликови понекад не могу да ураде током режима приче да би добили нове предмете или пронашли нова врата, загонетке или колекционарске предмете.
Барнет колеџ, др Џоунсова наставна локација из Последњег крсташког похода (раније позната као „Маршал колеџ“ у претходницима) служи као главно средиште игре, а различите мапе на зидовима омогућавају приступ свакој од мисија, додатни садржај који се може откључати а опције се налазе у различитим учионицама. Када играч одабере мисију, почиње сцена која уводи део филма који се игра. Запажене сцене су поново креиране из филмова, као што је незаборавно бекство од громаде и битка на мосту од ужета, или Волтер Донован који је изабрао нетачан Свети грал.
Укупно има 82 (стандардна) лика за игру, 23 карактера која се дају играчима у причи и 59 карактера који се могу купити у библиотеци у игрици. Затим, ту су две прилагођене фигуре које могу да направе играчи и бонус лик Хан Соло (слично као што је Индијана Џонс био лик за игру у Lego Star Wars: The Complete Saga). Неколико других ликова се такође може играти са укљученим додатком „Тајни ликови“, који се може играти само на одређеним нивоима (као што је Деда Мраз у „Into the Mountains“ или Dancing girl 2 у „Shanghai Showdown“.) Сваки лик представљен у игри има своју јединствену способност, која је потребна за приступ новим областима када се поново игра ниво у режиму бесплатне игре. Lego Indiana Jones омогућава играчима да мешају и упарују делове како би прилагодили ликове и направили сопствену креацију као што је „Белок Џонс“ или „Пуковник Тохт“.
Lego Indiana Jones такође омогућава играчима да прилагоде ликове и направе сопствену креацију. Поред тога, играчи могу да играју као своју прилагођену креацију у Арт соби да тестирају способности свог лика. Међутим, сви прилагођени ликови имају способност бича, која може бити у сукобу са изгледом њиховог прилагођеног карактера.
Нове функције су додате игрици из серије Lego Star Wars: The Complete Saga, као што је могућност да играч комуницира са објектима у свом окружењу, нпр. боцама, мачевима и оружјем. Играчи такође могу да праве и возе возила. Игра такође укључује фобије ликова из филмова; на пример, ако Индијана Џонс види змију, ако Вили види паука или ако Хенри Џонс старији или Елза виде пацова, они ће бити смрзнути од страха и имати ограничен капацитет кретања све док животиње не буду мртве или ван домета. Такође, додати су нови прса у прса напади, као што је бич (саплиће непријатеље).

### Нинтендо ДС
ДС верзија има неке значајне измене како би се прилагодила ограничењима меморије и величине ДС-а, као и његовим јединственим контролама екрана на додир. Посебне способности ликова, као што су Индијанин бич или Сатипова лопата, и елементи као што су прекидачи могу се контролисати помоћу екрана осетљивог на додир. Поред тога, уграђени микрофон улази у игру, омогућавајући играчу да физички угаси бакље на неким нивоима и надува гумене сплавове да пређе водене опасности.
Постоје четири класе ликова који могу да користе посебне приступне панеле за улазак у скривене области; све ово захтева од играча да усклади секвенцу од четири блока решавањем мини-загонетке на екрану осетљивом на додир. Научници могу да приступе панелима за померање и морају да окрећу странице у књизи да би пронашли исправне блокове. Таги користи црвене плоче лобање и помера бакљу да осветли блокове на затамњеном екрану. Војни ликови могу да користе зелене радио панеле и скролују кроз сет точкића за аутомате како би одговарали шаблону. Ликови из Братства улазе у плоче са црвеним мачевима и решавају игру промене блокова. Поред тога, Марион (и човек мајмун) могу да се трансформишу у мајмуна на специјалним црвеним јастучићима да би се попели на иначе неприступачна подручја и да бацају флаше алкохола у запаљене канте за смеће да би разнели одређене препреке.
ДС верзија садржи камеје ликова из Ратова звезда, укључујући Викета Евока и Лука Скајвокера замрзнуте у леденој пећини налик на Вампину, али за разлику од верзија за конзолу ниједан од ликова се не може играти. Занимљива ствар коју треба приметити је да ако јурите Викета, можда ћете моћи да га убијете једним ударцем. У последњој сцени „Последњег крсташког похода“ Витез од Грала је први пут приказан као сенка на зиду која личи на Дарта Вејдера, када сенка извуче мач сечиво се пружа као светлосни мач. Деда Мраз, Снажни човек, Витез из замка и Кловн су једини ликови који нису из филмова који се могу откључати. Такође нема скривених нивоа и нема бонус награде за завршетак игре на 100%.
Црвене цигле за напајање остају у ДС верзији, упркос томе што су замењене црвеним пакетима у верзијама за конзоле/ПСП. Такође, ликови не пате од страха од створења као у верзијама за конзолу.

## Развој
Првобитно је објављено да игра дозвољава до четири играча у кооперативном режиму, али се касније испоставило да је то била неспоразум. Док четири карактера могу бити видљива на екрану, само два могу да контролишу играчи. На Нинтендо ДС-у, до осам карактера може бити у групи, али само два могу бити видљива на екрану. Ни Xbox 360 верзија ни Плејстејшн 3 верзија не подржавају онлајн игру преко Иксбокс Лајв-а или Плејстејшн Нетворк-а. Xbox 360 верзија је компатибилна са Xbox One и Xbox Series X.
У овој игри је коришћена музика из филмова, али је и део музике извучен из Хроника младог Индијана Џонса нпр. „Attack of the Hawkmen“ или „Daredevils of the Desert“ или „Masks of Evil“ итд. Играли су се у разним сценама као што су када су Индијана и Сатипо пришли храму у „The Lost Temple”, или када су Индијана, Вили и Short Round припремали минска колица у „Escape the Mines” или када Индијана проналази прави Грал у „Temple of the Grail“. Оригинални звучни запис из трилогије се користи и у Lego Indiana Jones 2: The Adventure Continues.

## Пријем
Рецензије о игри су углавном биле позитивне. ИГН је игри дао 8/10 за Нинтендо ДС, PS2 и Wii 8,4/10 за 360 и PS3 и 7,7/10 за PSP. што је слично играма Lego Star Wars. X-Play му је дао 4 од 5, рекавши да има све што љубитељ филмова може да пожели, али није тако забаван као Lego Star Wars. Званични Плејстејшн Магазин УК дао је игри оцену 8/10, хвалећи импресивну природу игре и хвалећи избор изворног материјала серије. Званични Нинтендо Магазин дао је игрици 82%, отприлике исто као и Lego Star Wars, рекавши да је веома слична и да се није много побољшало. Такође, часопис је навео да, „Генерално гледано, ова игра би могла бити једна од највећих игара икада“. Game Revolution је дао игрицу Б+, наводећи да игра, коју су дизајнирали љубитељи филмске серије, пружа „играње које изазива зависност“ са „тонама вредности понављања“.
Нинтендо ДС верзија Lego Indiana Jones је номинована за две посебне награде за ДС од ИГН.цом, односно за најбољу акциону игру и најбољу локалну игру за више играча. Wii верзија је такође номинована за више награда специфичних за Wii од стране ИГН-а, укључујући најбољу акциону игру и најбољу локалну игру за више играча.
Xbox 360 верзија игре добила је „Платинум“ награду за продају од Удружења издавача софтвера за забаву и слободно време (ЕЛСПА), што указује на продају од најмање 300.000 примерака у Уједињеном Краљевству. Од априла 2009, игра је продата у око 7,91 милиона примерака комбинујући продају свих платформи. Од маја 2012. игра је продата у преко 11 милиона примерака.

## Наставак
Објављен је наставак под називом Lego Indiana Jones 2: The Adventure Continues. Укључује нивое игре за Индијана Џоунса и Краљевство кристалне лобање (2008), као и редизајниране нивое за остала три филма међу осталим новим функцијама.